# Manly Vale
Manly Vale var en en kommun i Australien. Den låg i delstaten New South Wales, i den sydöstra delen av landet, nära delstatshuvudstaden Sydney. 2014 var antalet invånare 44 232 och arean var 14 kvadratkilometer.
Kommunen upphörde den 12 maj 2016 då den slogs samman med Pittwater och Warringah för att bilda det nya självstyresområdet Northern Beaches Council.
Manly Vale delades in i:
- Fairlight
- Balgowlah
- Manly
- Balgowlah Heights
- Clontarf
- Seaforth